# Ciclantàcies
Cyclanthaceae és una família de plantes amb flors.

## Classificació
El sistema de classificació APG system (1998) i el APG II system (2003) l'assigna a l'ordre Pandanales dins el clade monocots. Altres sistemes anteriors com el de Cronquist i el de Takhtajan, pel posaven com l'única família de l'ordre Cyclanthales.
Aquesta família es troba en llocs neotropicals i consta de 12 gèneres.

## Gèneres
- Asplundia Harling
- Carludovica Ruiz & Pav.
- Chorigyne R.Erikss.
- Cyclanthus Poit.
- Dianthoveus Hammel & Wilder
- Dicranopygium Harling
- Evodianthus Oerst.
- Ludovia Brongn.
- Schultesiophytum Harling
- Sphaeradenia Harling
- Stelestylis Drude
- Thoracocarpus Harling

## Cultiu i usos
L'espècie més coneguda és Carludovica palmata que serveix per a fer els barrets de tipus Panamà.
Carludovica divergens s'afegeix en alguns tipus de la beguda al·lucinògena Ayahuasca.